# شركة غاز الشمال
شركة غاز الشمال هي شركة حكومية عراقية تعني بإنتاج الغاز في شمال العراق وتقع الشركة في كركوك.
أسست المنشأة العامة لصناعة الغاز في المنطقة الشمالية استنادًا إلى قرار مجلس قيادة الثورة الملغي ذي الرقم (1400) في 1/9/1980 وقانون تنظيم وزارة النفط لرقم (101) لسنة 1976 وتعديلاته واستنادًا إلى المادة (7) من قانون الشركات رقم 22 لسنة 1997 تم استحداث شركة غاز الشمال (شركة عامة) واعتبارا" من 1/6/1998.

## وصلات خارجية
- http://www.ngc.gov.iq